# Declaración de Manila
Realizada por la Conferencia Mundial del Turismo organizada por la Organización Mundial del Turismo reunida en Manila, Filipinas del 27 de septiembre al 10 de octubre de 1980, en él se señala que la oferta turística interior de cada país se encuentra vinculada a los demás sectores de la vida nacional, que en materia de estrategias turísticas debe de tenerse en cuenta a las colectividades locales, del mejoramiento de la calidad de oferta turística tanto nacional como internacional, de la formación e información de las empresas turísticas, de la planificación nacional turística sujetas a evaluaciones periódicas. También resalta la cooperación entre los sectores públicos y privados así como entre los diferentes países. 
Y considera que una buena política turística nacional e internacional es beneficiosa para los países mientras que se encuentre bien concebida, respete el patrimonio cultural y el ambiente.
Recuerda que se debe de cooperar tecnológicamente a fin de reducir los costos de producción en materia de turismo, mejorando su calidad, desarrollándolo y planificándolo.
En materia de recursos humanos considera que el desarrollo turístico debe estar a cargo de personas calificadas para el fin, que la calidad del turismo es determinante para la imagen del país y que deberán atenderse como prioridad los problemas de formación profesional.